# Strychnos eugeniifolia
Strychnos eugeniifolia är en tvåhjärtbladig växtart som beskrevs av Monachino. Strychnos eugeniifolia ingår i släktet Strychnos och familjen Loganiaceae. Inga underarter finns listade i Catalogue of Life.